# Хендли, Луи
Луи де Бреда Хендли (англ. Louis de Breda Handley; 14 февраля 1874, Рим, Италия — 28 декабря 1956, Нью-Йорк) — американский ватерполист и пловец, чемпион летних Олимпийских игр 1904.
На Играх 1904 в Сент-Луисе Хендли выступал за команду Нью-Йорка в демонстрационном ватерпольном турнире, и его сборная заняла первое место.
Также, Хендли участвовал в нескольких плавательных дисциплинах. В эстафете 4×50 ярдов свободным стилем он занял первое место, выиграв золотую медаль. В гонке на 1 милю свободным стилем он не финишировал.